# Dave Greszczyszyn
Dave Greszczyszyn est un skeletoneur canadien, né le 18 septembre 1979 à Toronto.

## Biographie
Il remporte aux Championnats du monde de la FIBT 2019 la médaille d'argent en équipe mixte.

## Palmarès

### Jeux olympiques d'hiver
- Meilleur résultat : 21e en Jeux Olympiques de 2018.

### Championnats du monde
- En individuel : 
  - Meilleur résultat : 10e en 2017.
- En mixte : 
  -  Médaille d'argent par équipe mixte : en 2019 et 2020.

### Coupe du monde
- Meilleur classement général : 8e en 2015-2016 et en 2019-2020.
- 1 podium individuel : 1 troisième place.